# Diego Galdino
Diego Galdino (Roma, 24 luglio 1971) è uno scrittore italiano.

## Biografia
Dopo gli studi superiori ha iniziato a lavorare nel bar di famiglia, il Lino Bar a Roma, attività a cui nel corso degli anni ha affiancato quella di scrittore pubblicato da Sperling & Kupfer e da Fanucci Editore.
Il primo caffè del mattino (2013), primo romanzo pubblicato con la casa editrice del Gruppo Mondadori, è stato definito un caso letterario. Da questo romanzo è scaturito Il viaggio delle fontanelle, un itinerario alla scoperta di Roma e delle sue fontanelle al di là delle classiche mete turistiche della città.
Nel 2014 pubblica Mi arrivi come da un sogno a cui segue, l’anno successivo, Vorrei che l’amore avesse i tuoi occhi. Del 2017, invece, è Ti vedo per la prima volta in cui si affronta il tema della narcolessia. Nel 2018 esce L’ultimo caffè della sera sequel de Il primo caffè del mattino. Nel 2020 è entrato nella scuderia di Fanucci Editore pubblicando Una storia straordinaria con il marchio Leggereditore.
Definito «il Nicholas Sparks italiano», Diego Galdino è pubblicato anche in Germania, Austria, Svizzera, Polonia, Bulgaria, Serbia, Spagna e Sudamerica.
È testimonial del Consorzio per il Caffè Espresso Italiano Tradizionale ed è stato tra i protagonisti del documentario svizzero dedicato al caffè La Pulpa und die Bohne.

### Vita privata
Diego Galdino ha due figlie, Giulia e Claudia, avute dal suo primo matrimonio.

## Opere
- Il primo caffè del mattino, Sperling & Kupfer, Milano 2013.
- Il viaggio delle fontanelle, Sperling & Kupfer, Milano 2013.
- Mi arrivi come da un sogno, Sperling & Kupfer, Milano 2014.
- Vorrei che l’amore avesse i tuoi occhi, Sperling & Kupfer, Milano 2015.
- Ti vedo per la prima volta, Sperling & Kupfer, Milano 2017.
- L’ultimo caffè della sera, Sperling & Kupfer, Milano 2018.
- Una storia straordinaria, Leggereditore, Roma 2020.
- Principessa Saranghae, Bertoni, Marsciano (Perugia) 2021.
- Storia di un ospite, Bertoni, Marsciano (Perugia) 2022.